# Bastione di Malta

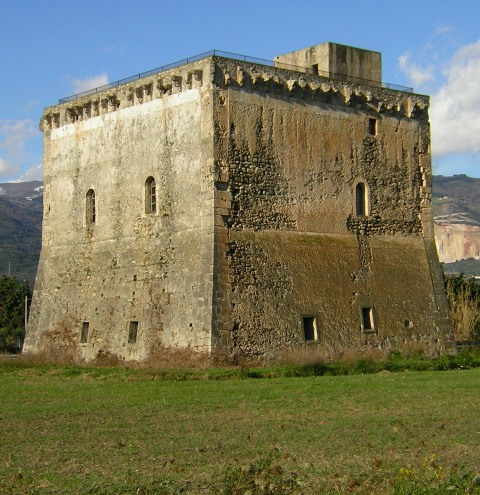
Bastione di Malta bei Lamezia Terme

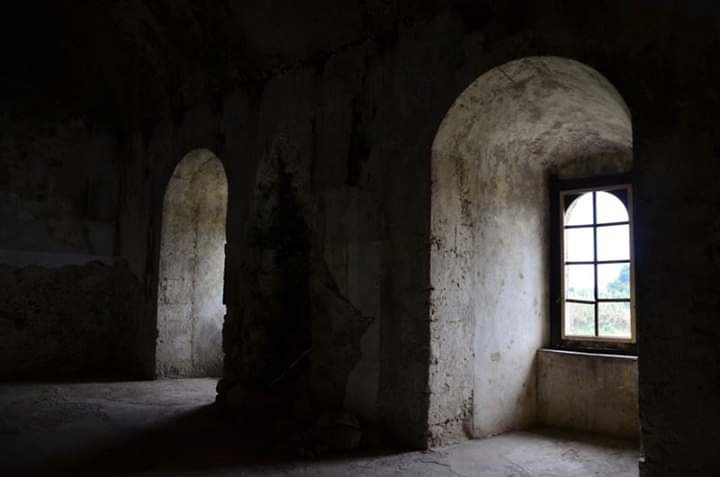
Die Öffnungen im ersten Stockwerk des Turmes zeigen die außergewöhnliche Dicke der Außenmauern des Forts

Die Bastione di Malta ist ein Festungsturm aus dem 16. Jahrhundert in der Nähe von Gizzeria Lido auf dem Gemeindegebiet von Lamezia Terme in der italienischen Region Kalabrien. Er liegt in der Via Antonio Cappelli, 242 und unterscheidet sich von dem größten Teil der Sarazenentürme, die die Küsten von Süditalien übersäen, die einst zum Königreich Neapel oder zum Königreich beider Sizilien gehörten, durch die Dicke seiner Mauern, die ein paar Meter beträgt und die ihn so widerstandsfähig gegen Angriffe mit Feuerwaffen machen.

## Geschichte und Beschreibung
Der Turm wurde um 1550 errichtet, als der Vizekönig von Neapel, Don Pedro di Toledo, auf Anweisung der spanischen Krone der Gemeinde die Verstärkung des bereits bestehenden Küstenverteidigungssystems auf deren Kosten auferlegte, um den fortgesetzten Überfällen der Barbaresken-Korsaren zu begegnen, die die Sicherheit und den Handel der Küstenstädte bedrohten. Die mächtige, aber isolierte Festung wurde auf Geheiß von Fabrizio Pignatelli, Markgraf von Cerchiara, gebaut, und zwar von Militäringenieuren, die bei der Arbeit vom Auftraggeber unterstützt wurden.
Das Gebäude wurde in der Nähe der Küstenlinie platziert, liegt wegen der alluvialen Ablagerungsprozesse heute aber etwa 800 Meter vom Ufer entfernt. Dies ist ebenfalls eine Folge der im 20. Jahrhundert unternommenen Versuche, ein riesiges, sumpfiges Gebiet an der Mündung der Angitola zurückzuerobern.
Der Turm stellte einen bemerkenswerten Außenposten zur Verteidigung des Küstengebietes (zwischen Capo Suvero und der Punta di Safo) dar, lag aber vor allen Dingen in der Nähe einer ursprünglichen Benediktinerabtei, deren imposante Ruinen wunderschön restauriert wurden (die archäologische Grabungsstätte ist öffentlich zugänglich); die Abtei fiel im 16. Jahrhundert an den Johanniterorden des Heiligen Johannes von Jerusalem, der sich genau in diesen Jahren in Malta niedergelassen hatte und so die Bezeichnung Cavalieri di Malta (deutsch „Malteserritter“) erhielt. Die entsprechenden Zollrechte werden ausdrücklich in der Platea von 1624 erwähnt.
Der Turm wurde den Malteserritter überlassen, die bereits seit dem 12. Jahrhundert ein Lehen im benachbarten Sant’Eufemia del Golfo besaßen (die hauptstädtische Vogtei von Sant’Eufemia).

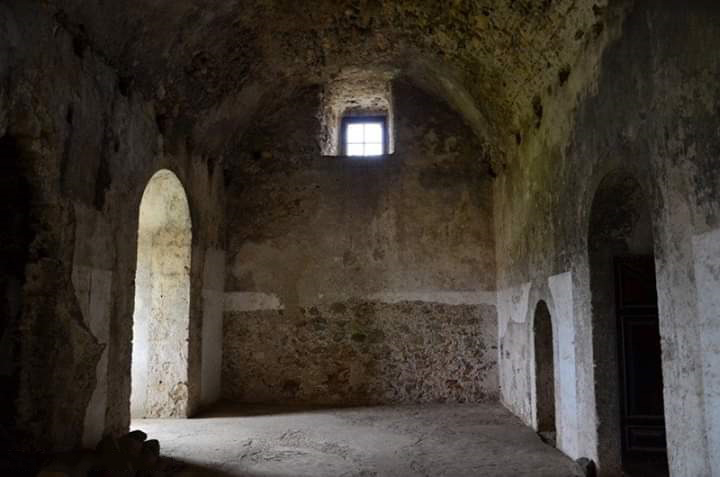
Innenraum im ersten Geschoss der Bastione di Malta

Die Bastione di Malta hat die Form eines Pyramidenstumpfes mit quadratischem Grundriss, über dem ein quadratischer Turm steht. Im Inneren ist sie in vier große Räume mit Tonnengewölbedecken unterteilt.
Innerhalb der Zinnenkrönung und der Brüstung bedeckt eine große Terrasse das Gebäude und auf ihr gibt es drei Räume mit bescheideneren Dimensionen.
Auf der Eingangstüre zum quadratischen Turm an der Ostseite findet sich das Wappen mit Schild des Balì von Sant’Eufemia, Fra Signorino Gattinara, der sich laut der Inschrift an der Fassade des Gebäudes aus dem Jahre 1634 sich das Verdienst zuschreibt, die Bastione di Malta mit Kriegsmaschinen ausgerüstet zu haben. Das Wappen der Familie Gattinara ist ein gekrönter Adler mit ausgebreiteten Flügeln, Andreaskreuz und vier Lilien.
Die Festung konnte eine beträchtliche Anzahl von Soldaten, Pferden und Kanonen beherbergen, sodass diese die Abtei und die jerusalemischen Eigentümer gegen die Einfälle der Barbaresken-Korsaren verteidigen konnten. Aber in dieser Funktion des militärischen Außenpostens sollte die Bastione di Malta nur wenige Jahre aktiv sein; so war das furchtbare Erdbeben von 1638, das die Abtei fast vollständig zerstörte, der Ursprung des Niedergangs der Verwaltungs- und Militärorganisation, auch des Balìs der Malteserritter, und führte in der Folge zu einer langsamen Entvölkerung der Gegend. Endgültige und irreparable Schäden fügte auch das Erdbeben von Kalabrien 1783 den Gebäuden der Abtei zu, von der heute nur noch wenige Ruinen erhalten sind.
Mit dem Verkauf den kirchlichen Güter, die Joseph Bonaparte 1806 über das Königreich Neapel verhängte, ging auch die Bastion in private Hände über.
Im Sommer 1943, als der Zweite Weltkrieg in vollem Gange war, erlangte die Bastione di Malta ihre letzte militärische Funktion, als die italienische Armee auf der Terrasse der Festung eine Luftabwehrstation einrichtete.
Bemerkenswert ist die Tatsache, dass die Bastion, anders als der größte Teil der Sarazenentürme, die nur noch als Ruinen existieren oder vollkommen zerstört sind, sich in gutem Erhaltungszustand zeigt. Der außergewöhnliche Erhaltungszustand ist der Solidität des Gebäudes selbst und der Erhaltungsbemühungen der verschiedenen Besitzer geschuldet.

## Weitere Informationen und Bemerkungen

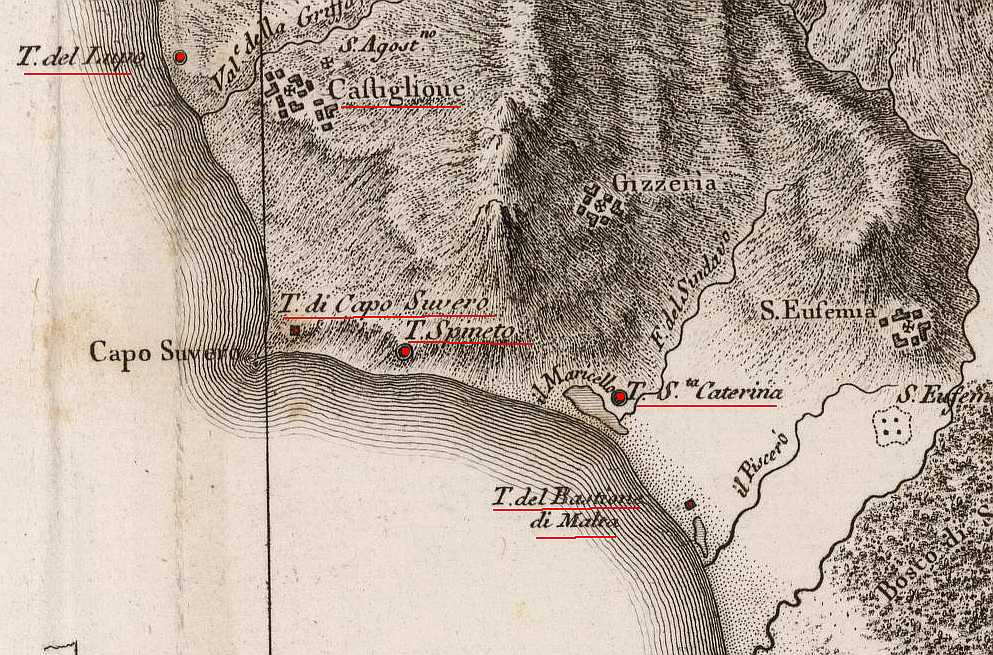
Rizzi-Zannoni: Türme des Vizekönigs in der Gegend um Lamezia Terme

Die Bastione di Malta, Residenz des Balìs von Sant’Eufemia, liegt heute etwa 800 Meter von der Küste entfernt, spiegelte sich aber zu Zeiten ihres Baus im 16. Jahrhundert vermutlich im Becken des alten Hafens von Marina di Sant’Eufemia.
Auf dem Turm befindet sich ein trigonometrischer Punkt mit bekannten Koordinaten.

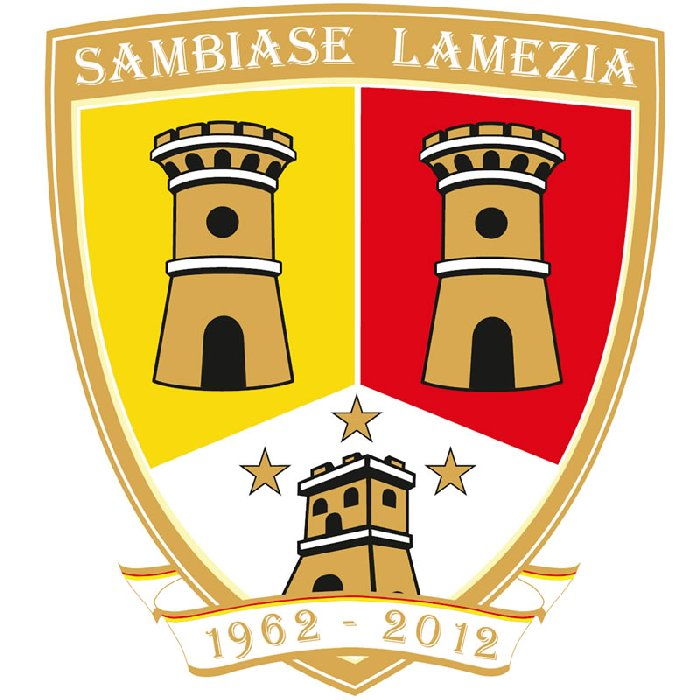
Stilisierte Darstellung der Bastione di Malta auf dem Wappen der Fußballmannschaft Sambiase Lamezia

Die Bastione di Malta findet sich in stilisierter Form sowohl auf dem Wappen der Stadt Lamezia Terme, das von dem Maler Giorgio Pinna gemalt wurde, als auch auf dem Logo der bedeutendsten Fußballmannschaft der Stadt.
Bis vor wenigen Jahrzehnten befand sich der Turm noch in Privatbesitz.
Mit Dekret Nr. 109 vom 9. November 2007 verfügte die Soprintendenza B.A.A.S. di Calabria, dass „das Bastione di Malta benannte Anwesen als von besonders bedeutendem Interesse erklärt wird und daher allen Schutzvorkehrungen unterworfen wird, die im Kodex für Kulturgüter enthalten sind“, womit sie eine indirekte Verbindung zur Parzelle 59 (das umgebende Gelände) unter dem Schutz geschützter Kulturgüter herstellte.
2007 wurde die Enteignung des Gebäudes und der Kauf des Kulturerbes durch die Stadtverwaltung eingeleitet, die 2013 abgeschlossen wurden.